# Anoectangium flexuosum
Anoectangium flexuosum är en bladmossart som beskrevs av Negri 1908. Anoectangium flexuosum ingår i släktet Anoectangium och familjen Pottiaceae. Inga underarter finns listade i Catalogue of Life.